# Eudesmia prusias
Eudesmia prusias är en fjärilsart som beskrevs av Druce 1894. Eudesmia prusias ingår i släktet Eudesmia och familjen björnspinnare. Inga underarter finns listade i Catalogue of Life.